# Línea 2 (Urbanos de Arganda del Rey)
La línea 2 de la red de autobuses urbanos de Arganda del Rey une La Poveda con el Hospital del Sureste.

## Características
Esta línea tiene por función unir el barrio de La Poveda con el Hospital del Sureste, previo paso a medio camino por los polígonos industriales de Arganda, la estación de Arganda del Rey de metro y los barrios del Oeste de Arganda.
La línea no mantiene los mismos horarios todo el año, desde el 15 de julio al 14 de septiembre se reducen el número de expediciones los días laborables entre semana (sábados laborables, domingos y festivos tienen los mismos horarios todo el año), además de los días excepcionales vísperas de festivo y festivos de Navidad en los que los horarios también cambian y se reducen.
La línea circula exclusivamente por el término municipal de Arganda del Rey. Como bien se expresa en la numeración interna del CRTM, recibe el número 2014. El primer dígito corresponde a la línea, en este caso la línea 2. Y los últimos tres dígitos corresponden al municipio por el que circula, en este caso 014 corresponde al municipio de Arganda del Rey.
Está operada por ALSA mediante la concesión administrativa URCM-014 - Urbano de Arganda del Rey (Urbanos Comunidad de Madrid) del Consorcio Regional de Transportes de Madrid.

## Horarios

### 15 septiembre - 14 julio
| Lunes a viernes laborables              |                      |                      |                      |                      |                      |                      |                      |                      |                      |                      |                      |                      |                      |                      |                      |                      |                      |                      |                      |                      |                      |                      |                      |                      |                      |                      |                      |                      |                      |                      |                      |                      |                      |
| La Poveda > Hospital                    | La Poveda > Hospital | La Poveda > Hospital | La Poveda > Hospital | La Poveda > Hospital | La Poveda > Hospital | La Poveda > Hospital | La Poveda > Hospital | La Poveda > Hospital | La Poveda > Hospital | La Poveda > Hospital | La Poveda > Hospital | La Poveda > Hospital | La Poveda > Hospital | La Poveda > Hospital | La Poveda > Hospital | La Poveda > Hospital | Hospital > La Poveda | Hospital > La Poveda | Hospital > La Poveda | Hospital > La Poveda | Hospital > La Poveda | Hospital > La Poveda | Hospital > La Poveda | Hospital > La Poveda | Hospital > La Poveda | Hospital > La Poveda | Hospital > La Poveda | Hospital > La Poveda | Hospital > La Poveda | Hospital > La Poveda | Hospital > La Poveda | Hospital > La Poveda | Hospital > La Poveda |
| 05                                      | 06                   | 07                   | 08                   | 09                   | 10                   | 11                   | 12                   | 13                   | 14                   | 15                   | 16                   | 17                   | 18                   | 19                   | 20                   | 21                   | 06                   | 07                   | 08                   | 09                   | 10                   | 11                   | 12                   | 13                   | 14                   | 15                   | 16                   | 17                   | 18                   | 19                   | 20                   | 21                   | 22                   |
| 50                                      | 10 30 50             | 10 30 50             | 10 30 50             | 10 30 50             | 10 30 50             | 10 30 50             | 10 30 50             | 10 30 50             | 10 30 50             | 10 30 50             | 10 30 50             | 10 30 50             | 10 30 50             | 10 30 50             | 10 30 50             | 10 30                | 30 50                | 10 30 50             | 10 30 50             | 10 30 50             | 10 30 50             | 10 30 50             | 10 30 50             | 10 30 50             | 10 30 50             | 10 30 50             | 10 30 50             | 10 30 50             | 10 30 50             | 10 30 50             | 10 30 50             | 10 30 50             | 10                   |
| Sábados laborables, domingos y festivos |                      |                      |                      |                      |                      |                      |                      |                      |                      |                      |                      |                      |                      |                      |                      |                      |                      |                      |                      |                      |                      |                      |                      |                      |                      |                      |                      |                      |                      |                      |                      |                      |                      |
| La Poveda > Hospital                    | La Poveda > Hospital | La Poveda > Hospital | La Poveda > Hospital | La Poveda > Hospital | La Poveda > Hospital | La Poveda > Hospital | La Poveda > Hospital | La Poveda > Hospital | La Poveda > Hospital | La Poveda > Hospital | La Poveda > Hospital | La Poveda > Hospital | La Poveda > Hospital | La Poveda > Hospital | La Poveda > Hospital | La Poveda > Hospital | Hospital > La Poveda | Hospital > La Poveda | Hospital > La Poveda | Hospital > La Poveda | Hospital > La Poveda | Hospital > La Poveda | Hospital > La Poveda | Hospital > La Poveda | Hospital > La Poveda | Hospital > La Poveda | Hospital > La Poveda | Hospital > La Poveda | Hospital > La Poveda | Hospital > La Poveda | Hospital > La Poveda | Hospital > La Poveda | Hospital > La Poveda |
| 05                                      | 06                   | 07                   | 08                   | 09                   | 10                   | 11                   | 12                   | 13                   | 14                   | 15                   | 16                   | 17                   | 18                   | 19                   | 20                   | 21                   | 06                   | 07                   | 08                   | 09                   | 10                   | 11                   | 12                   | 13                   | 14                   | 15                   | 16                   | 17                   | 18                   | 19                   | 20                   | 21                   | 22                   |
|                                         | 30                   | 10 50                | 30                   | 10 50                | 30                   | 10 50                | 30                   | 10 50                | 30                   | 10 50                | 30                   | 10 50                | 30                   | 10 50                | 30                   | 10 50                |                      | 10 50                | 30                   | 10 50                | 30                   | 10 50                | 30                   | 10 50                | 30                   | 10 50                | 30                   | 10 50                | 30                   | 10 50                | 30                   | 10 50                | 30                   |

### 15 julio - 14 septiembre
| Lunes a viernes laborables              |                      |                      |                      |                      |                      |                      |                      |                      |                      |                      |                      |                      |                      |                      |                      |                      |                      |                      |                      |                      |                      |                      |                      |                      |                      |                      |                      |                      |                      |                      |                      |                      |                      |
| La Poveda > Hospital                    | La Poveda > Hospital | La Poveda > Hospital | La Poveda > Hospital | La Poveda > Hospital | La Poveda > Hospital | La Poveda > Hospital | La Poveda > Hospital | La Poveda > Hospital | La Poveda > Hospital | La Poveda > Hospital | La Poveda > Hospital | La Poveda > Hospital | La Poveda > Hospital | La Poveda > Hospital | La Poveda > Hospital | La Poveda > Hospital | Hospital > La Poveda | Hospital > La Poveda | Hospital > La Poveda | Hospital > La Poveda | Hospital > La Poveda | Hospital > La Poveda | Hospital > La Poveda | Hospital > La Poveda | Hospital > La Poveda | Hospital > La Poveda | Hospital > La Poveda | Hospital > La Poveda | Hospital > La Poveda | Hospital > La Poveda | Hospital > La Poveda | Hospital > La Poveda | Hospital > La Poveda |
| 05                                      | 06                   | 07                   | 08                   | 09                   | 10                   | 11                   | 12                   | 13                   | 14                   | 15                   | 16                   | 17                   | 18                   | 19                   | 20                   | 21                   | 06                   | 07                   | 08                   | 09                   | 10                   | 11                   | 12                   | 13                   | 14                   | 15                   | 16                   | 17                   | 18                   | 19                   | 20                   | 21                   | 22                   |
| 50                                      | 30                   | 10 50                | 30                   | 10 50                | 30                   | 10 50                | 30                   | 10 50                | 30                   | 10 50                | 30                   | 10 50                | 30                   | 10 50                | 30                   | 10 50                | 30                   | 10 50                | 30                   | 10 50                | 30                   | 10 50                | 30                   | 10 50                | 30                   | 10 50                | 30                   | 10 50                | 30                   | 10 50                | 30                   | 10 50                | 30                   |
| Sábados laborables, domingos y festivos |                      |                      |                      |                      |                      |                      |                      |                      |                      |                      |                      |                      |                      |                      |                      |                      |                      |                      |                      |                      |                      |                      |                      |                      |                      |                      |                      |                      |                      |                      |                      |                      |                      |
| La Poveda > Hospital                    | La Poveda > Hospital | La Poveda > Hospital | La Poveda > Hospital | La Poveda > Hospital | La Poveda > Hospital | La Poveda > Hospital | La Poveda > Hospital | La Poveda > Hospital | La Poveda > Hospital | La Poveda > Hospital | La Poveda > Hospital | La Poveda > Hospital | La Poveda > Hospital | La Poveda > Hospital | La Poveda > Hospital | La Poveda > Hospital | Hospital > La Poveda | Hospital > La Poveda | Hospital > La Poveda | Hospital > La Poveda | Hospital > La Poveda | Hospital > La Poveda | Hospital > La Poveda | Hospital > La Poveda | Hospital > La Poveda | Hospital > La Poveda | Hospital > La Poveda | Hospital > La Poveda | Hospital > La Poveda | Hospital > La Poveda | Hospital > La Poveda | Hospital > La Poveda | Hospital > La Poveda |
| 05                                      | 06                   | 07                   | 08                   | 09                   | 10                   | 11                   | 12                   | 13                   | 14                   | 15                   | 16                   | 17                   | 18                   | 19                   | 20                   | 21                   | 06                   | 07                   | 08                   | 09                   | 10                   | 11                   | 12                   | 13                   | 14                   | 15                   | 16                   | 17                   | 18                   | 19                   | 20                   | 21                   | 22                   |
|                                         | 30                   | 10 50                | 30                   | 10 50                | 30                   | 10 50                | 30                   | 10 50                | 30                   | 10 50                | 30                   | 10 50                | 30                   | 10 50                | 30                   | 10 50                |                      | 10 50                | 30                   | 10 50                | 30                   | 10 50                | 30                   | 10 50                | 30                   | 10 50                | 30                   | 10 50                | 30                   | 10 50                | 30                   | 10 50                | 30                   |

## Recorrido y paradas

### Sentido Hospital
La línea parte desde la calle Monte Potrero, y continúa por todo el barrio de La Poveda hasta el cruce con la carretera de Campo Real. Toma la Avenida de Madrid, pasando por todos los polígonos industriales. Continúa por esta avenida hasta la Plaza del Progreso, donde se desvía por la Carretera de Loeches hasta la rotonda con el cruce de Ronda de Batres, donde prosigue por ella hasta el enlace con la calle Real, girando en esta hasta la rotonda del Paseo de los Navegantes. Su trayectoria sigue siendo de frente hasta el cruce con la Calle de Belén, introduciéndose en la colonia Siete Vientos, hasta su cruce con la Ronda Sur, donde gira por la calle homónima llegando a su punto final, el Hospital del Sureste.
| Código | Parada                               | Común con                              | Conexiones con Metro |
| ------ | ------------------------------------ | -------------------------------------- | -------------------- |
| 10627  | Reyes Magos - Instituto              | 1 285                                  |                      |
| 07468  | Monte Potrero - Niño Jesús           | 1 285 312A                             |                      |
| 07469  | Gran Vía - Monte Potrero             | 1 285 312A                             |                      |
| 10628  | Ctra. M300 - Monte Acho              |                                        |                      |
| 09777  | Ctra. M300 - C.º Estrechillo         | 312A                                   |                      |
| 20949  | Av. Madrid - Del Sol                 | 312 320 330                            |                      |
| 07448  | Av. Madrid - C.º Estrechillo         | 312 320 330 351 352 353                |                      |
| 10630  | Av. Madrid - Centro Comercial        | 312 320 330                            |                      |
| 07451  | Av. Madrid - Av. Finanzauto          | 285 312 312A 320 330 351 352 353       |                      |
| 07452  | Av. Madrid - Cº del Valle            | 285 312 312A 320 330 351 352 353       |                      |
| 07453  | Av. Madrid - La Perla                | 285 312 312A 320 330 351 352 353       |                      |
| 10665  | Ctra. Loeches - Virgen de Guadalupe  | 4 285 320                              | Arganda del Rey      |
| 09754  | Ctra. Loeches - Parque               | 4 285 320                              |                      |
| 11304  | Ronda Batres - Centro Comercial      | 4                                      |                      |
| 11305  | Ronda Batres - Cartagena             | 4                                      |                      |
| 11306  | Carretas - Libertad                  | 4                                      |                      |
| 11307  | Carretas - Real                      | 4                                      |                      |
| 11308  | Real - Las Heras                     | 1 4                                    |                      |
| 11904  | Real - Av. Valencia                  | 320 322 326 350A 350B 350C 351 352 353 |                      |
| 15756  | P.º Navegantes - Pza. Puerta Levante |                                        |                      |
| 15754  | P.º Navegantes - Pza. Marina         |                                        |                      |
| 11730  | Valdemaría - Canoa                   | 1 4                                    |                      |
| 11640  | Goleta - Góndola                     | 1 4                                    |                      |
| 11642  | Valdemaría - Venus                   | 1 4                                    |                      |
| 15757  | Belén - Cuesta de los Poetas         |                                        |                      |
| 11302  | Siete Vientos - Rafael Alberti       |                                        |                      |
| 17489  | Ronda Sur - Siete Vientos            | 4 321 330                              |                      |
| 17981  | Ronda Sur - Colegio                  | 4 330                                  |                      |
| 17490  | Ronda Sur - Hospital del Sureste     | 4 313 321 322 330 350A 350B 350C       |                      |

### Sentido La Poveda
La línea parte desde el Hospital del Sureste, y prosigue por la ronda del Sur, calle Valdemaría y el Paseo de los Navegantes sin cambiar de dirección. En la rotonda con la Avenida de Valencia gira dirección Arganda del Rey por la Calle Real, recorriéndola hasta la Plaza de la Constitución donde se desvía hacia Calle Juan de la Cierva. Al terminar esta, sigue por la Carretera de Loeches, hasta la Plaza del Progreso en la cual, se desvía hacia la Avenida de Madrid hasta el final de ella. Cuando finaliza la avenida gira a la derecha por la Carretera de Campo Real, hasta la mediana de La Poveda, donde gira hacia la Calle Gran Vía y termina en la calle Monte Potrero a la altura del IES La Poveda.
| Código | Parada                                  | Común con                                     | Conexiones con Metro |
| ------ | --------------------------------------- | --------------------------------------------- | -------------------- |
| 17491  | Ronda Sur - Hospital del Sureste        | 4 313 322 330 350A 350B 350C                  |                      |
| 17982  | Ronda Sur - Colegio                     | 330                                           |                      |
| 11301  | Ronda Sur - La Perlita                  | 330                                           |                      |
| 11297  | Ronda Sur - Jardines La Perlita         |                                               |                      |
| 11300  | Perlita - Ctra. Morata                  | 330                                           |                      |
| 19182  | Valdemaría - Saturno                    | 1 312 312A                                    |                      |
| 11641  | Valdemaría - Galeón                     | 1 312 312A                                    |                      |
| 11731  | Valdemaría - Canoa                      | 1 312 312A                                    |                      |
| 15753  | P.º Navegantes - Pza. Marina            |                                               |                      |
| 15755  | P.º Navegantes - Pza. Puerta Levante    |                                               |                      |
| 15444  | Real - Guardia Civil                    | 1 312 312A 320 322 326 350A 350B 350C         |                      |
| 09788  | Real - Zarza                            | 1 312 312A 320 322 326 350A 350B 350C         |                      |
| 10299  | Pza. Constitución - Juan de la Cierva   | 1 312 312A 320 322 326 350A 350B 350C         |                      |
| 07461  | Ctra. Loeches - Zoco                    | 1 312 312A 313 320 321 322 330 350A 350B 350C |                      |
| 07462  | Ctra. Loeches - Parque                  | 1 285 312 312A 313 320 326                    |                      |
| 10655  | Ctra. Loeches - Dr. Escribano Ortiz     | 1 285 313 320 321 322 326 350A 350B 350C      | Arganda del Rey      |
| 07464  | Av. Madrid - La Perla                   | 285 312 312A 326 330 351 352 353              |                      |
| 07465  | Av. Madrid - Pasaje Ana María del Valle | 285 312 312A 326 330 351 352 353              |                      |
| 07466  | Av. Madrid - Las Palmas                 | 285 312 312A 326 330 351 352 353              |                      |
| 10624  | Av. Madrid - Centro Comercial           | 312 326 330                                   |                      |
| 07467  | Cº de Los Canes - Av. Madrid            | 312 326 330 351 352 353                       |                      |
| 07470  | Av. Madrid - Ctra. Campo Real           | 312 326 330 351 352 353                       |                      |
| 09778  | Ctra. M300 - C.º Estrechillo            | 312A                                          |                      |
| 10626  | Ctra. M300 - Monte Acho                 |                                               |                      |
| 07449  | Gran Vía - Monte Potrero                | 1 285 312A                                    |                      |
| 07450  | Monte Potrero - Ibiza                   | 1 285 312A                                    |                      |
| 10627  | Reyes Magos - Instituto                 | 1 285                                         |                      |